# Ardumanish
Ardumanish fill de Vahauka, va ser un noble persa esmentat a la inscripció de Behistun com un dels sis nobles que junt amb un setè, Darios després Darios I el Gran de Pèrsia, van matar l'usurpador Smerdis de Pèrsia (522 aC).
La llista la dona Heròdot amb altres noms: Intafernes o Vindaframa, Otanes, Gòbries o Gaubaruva, Hidarnes I o Viclarna, Megabazos o Bagabucsa, Anafes I i Darios I)
i després hi va ser introduït un Aspatines perquè era un important dignatari; aquest Aspatines seria en realitat Ardumanish. Apareix esmentat com a portador de l'arc de Darios. Ctèsies l'anomena Barisses.